# Tenagomysis australis
Tenagomysis australis är en kräftdjursart som beskrevs av Fenton 1991. Tenagomysis australis ingår i släktet Tenagomysis och familjen Mysidae. Inga underarter finns listade i Catalogue of Life.